# Nyugalom bázis
A Nyugalom bázis (latinul: Statio Tranquilitatis) a Hold azon holdrajzi pontja, ahol 1969. július 20-án először szállt le ember a szomszéd égitesten és ahol először léptek a felszínre űrhajósok. Az Apollo–11 űrhajósai, Neil Armstrong és Buzz Aldrin Eagle nevű holdkompjuk fedélzetén aznap este kb. 20:17:40-kor (UTC) szálltak le az első Holdra szállási kísérlet során a Nyugalom tengere (Mare Tranquilitatis) nevű felszíni formáció délnyugati sarkában, egy a fotófelderítés során biztonságosan simának talált területen.
Az űrhajósok kb. 6 óra 39 perccel a leszállást követően gyalogosan is kiléptek a felszínre, előbb Armstrong parancsnok, majd 15 perc múltán Aldrin és 2 óra 41 percet töltöttek a holdkomp 60 méteres körzetén belül, ahol felállították a tudományos kutatásra szánt eszközöket, fényképeket készítettek és 21,5 kg-nyi holdkőzetet gyűjtöttek össze későbbi földi tanulmányozás céljára.
Bár a szokásjog szerint másképpen zajlik egy holdi terület névadása, az első holdi leszállási pontnak Armstrong adta a nevét, amikor leszállás után eképp jelentkezett be rádión az irányításnak. Később az IAU is elfogadta ezt a szokatlan névadást, bár hivatalosan a holdi nevezéktan szabályai szerint latinul Statio Tranquilitatis formában jegyezték be a holdtérképekre a helyet.

## A leszállóhely kiválasztása

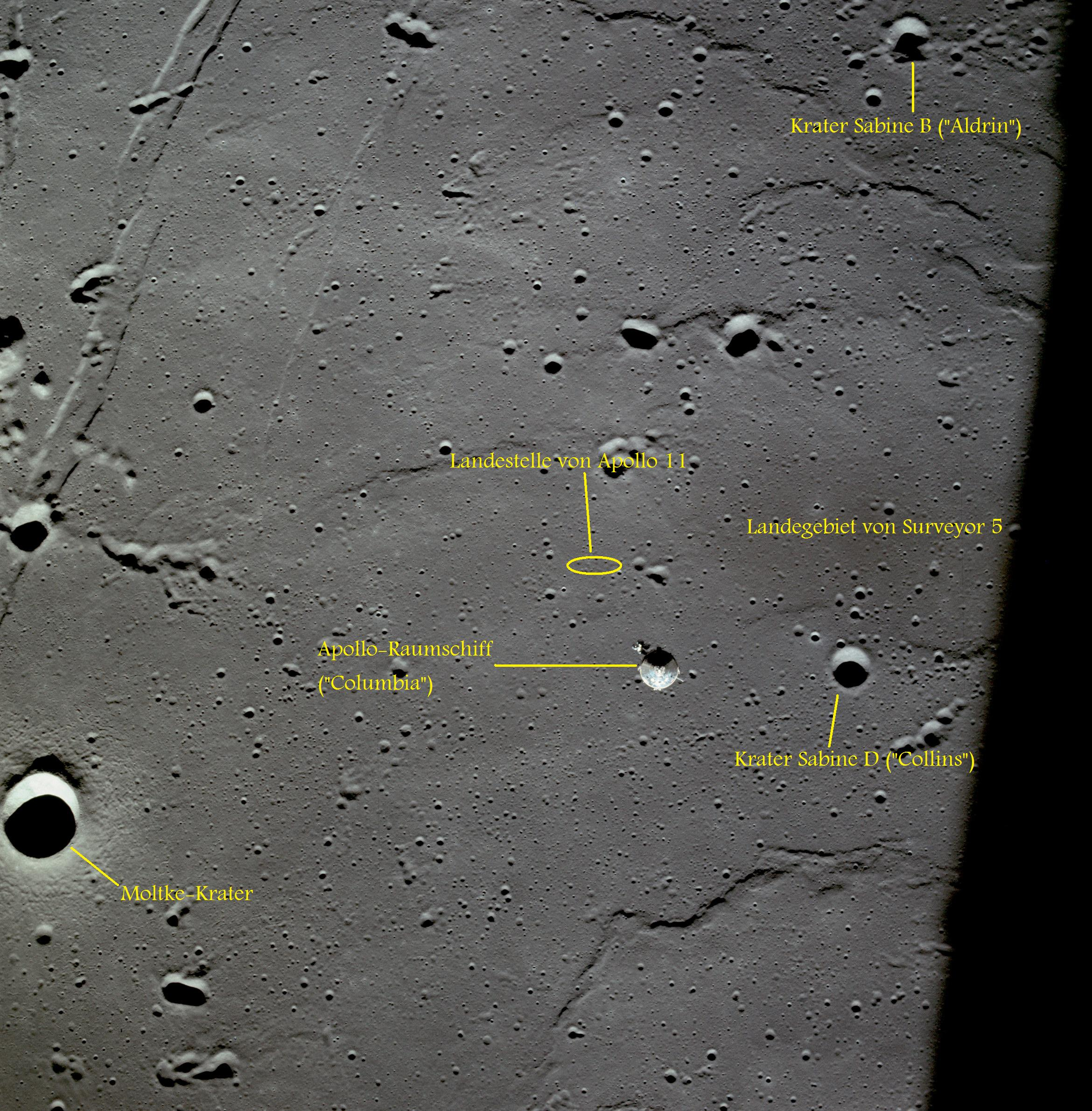
Az Apollo-11 leszállóhelye

Az ötödik Apollo expedíció volt az első olyan űrutazás, amelyhez holdi leszállóhelyet kellett választani, amelyen megkísérelték a leszállást. A landolási pont keresése az ember leszállásának előkészítésére korábban felbocsátott Lunar Orbiter szondák fotói alapján történt. A leszállóhelyet kijelölő bizottság választási kritériumai a következők voltak:
- Síkság: a leszállóhely a lehető legsimább síkságon terüljön el.
  - Ne legyenek kráterek és nagyobb kövek rajta.
  - A síkság ne lejtsen 2°-nál jobban.
- Megközelíthetőség: a leszállás útvonalába ne essen nagyobb domb, hegy, szakadék, vagy mélyebb kráter, amely a leszállóradar számára hamis magassági adatokat jelezne.
- Üzemanyag: a lehető legkevesebb üzemanyag felhasználásával elérhető legyen.
- Starthalasztás: a földi start késése esetén is elérhető legyen.
- Szabad visszatérés: a szabad visszatérés pályáján közlekedő űrhajó hatósugarába essen.

A legfőbb szempont a biztonság volt, melyet elsősorban a legsimább terület kiválasztása biztosított. A megközelítés és az üzemanyagtakarékosság szempontjai pedig kijelöltek a holdi egyenlítő mentén egy 10° – délre is 5°, északra is 5° – széles sávot, ahová a keresés kiterjedt. Természetesen csak az innenső, állandóan látható oldal jöhetett szóba, szintén biztonsági megfontolások (a rádiókapcsolat egyszerűbb fenntartása) miatt. A keresési terület tovább szűkült, amikor a keleti félgömböt jelölték ki a kutatók, mivel a holdutazók nyugatról keletre kerülték meg az égitestet, és a keleti félen több sík mare terület mutatkozott. A 10° széles és 90° hosszú sávot tovább szűkítette az a holt zóna, amelyet a holdkomp befut a Hold mögül előbukkanó űrhajóval való rádiókapcsolat újra felépítéséhez szükséges idő alatt. Ezek alapján a kritériumok alapján összesen öt lehetséges, ezen belül három fő jelöltet választottak ki. Ezen jelöltek újbóli, részletesebb vizsgálata később az Apollo–8 és az Apollo–10 űrhajósainak egyik fő feladata lett. Bormanék repülése után még az „1-es leszállóhely” tűnt befutónak, a Nyugalom tengere keleti részén – abban a zónában, amely a legkeletibb hely volt, ahol űrhajó egyáltalán leszállhat –, végül az Apollo–10 fotói a „2-es leszállóhelyet” kedvezőbbnek mutatták. A holdgömb közepe táján fekvő „3-as” gyakorlatilag kiesett, a választás a Nyugalom tengerére esett, annak is a nyugati oldalán fekvő, a Moltke és a Sabine kráterek között fekvő részére.

## Névadás
A leszállóhelynek nem volt hivatalos elnevezése, ám a gyakorlások alkalmával az egész Apollo-program alatt az űrhajósok munkaneveket adtak az útjukba eső tájékozódási pontoknak. A felkészülés során végig Armstrong és Aldrin az Eagle nevet használta a holdkompra ám a leszállóhelynek nem adtak különösebb nevet. Csak a gyakorlás végén döntötték el maguk között, hogy a leszálláskor Nyugalom bázis (Nyugalom támaszpont, Tranquillity Base) fogják hívni a leérkezési helyüket. Ám ezt nem közölték senkivel, egyedül a leszállás idejére kijelölt kommunikációs tisztet, a majdani kapcsolattartásért felelős Charlie Duke-ot avatták be az elnevezésbe. Duke a repüléskor így nem is volt különösebben meglepett, amikor Armstrongtól elhangzott az inkriminált név.
A név akkor hangzott el, amikor az űrhajóval Armstong és Aldrin leszálltak a holdfelszínre, és kb. 18 másodperccel a leérkezést követően Armstrong ezt üzente: 
„Houston, itt a Nyugalom bázis. A Sas leszállt.” 
Ettől a pillanattól kezdve állandó megnevezésként kezdte használni a NASA ezt a megjelölést. És bár a hivatalos holdrajzi elnevezéseknek más a metódusa, a Nemzetközi Csillagászati Unió elfogadta mégis ezt a névadást és hivatalossá tette a használatát, valamint a holdtérképeken való feltüntetését, igaz azzal a módosítással, hogy a közmegegyezés szerint a holdrajzi elnevezések latin formát használnak, így a Tranquility Base hivatalosan Statio Tranquillitatis lett.

## Leszállás
A leszállás érdemi része a 13. keringésben kezdődött. Először – a Hold mögött, rádiótakarásban – Armstrongék leválasztották a holdkompot a parancsnoki űrhajóról és jelentették: 
„A Sasnak szárnyai vannak.”

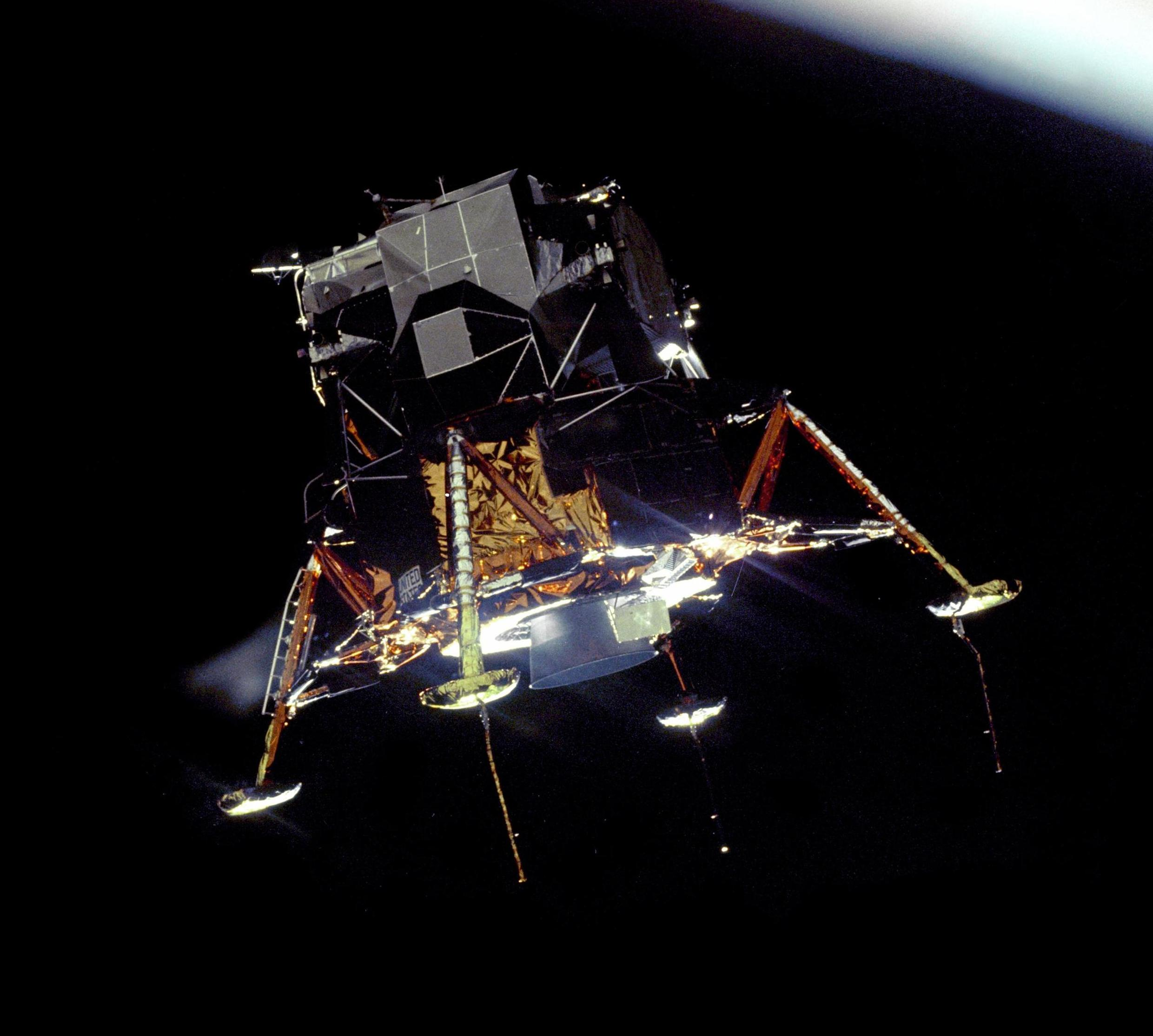
Armstrong piruettet végez a holdkomppal a Columbia ablakai előtt, hogy Collins ellenőrizhesse a sérülésmentességet

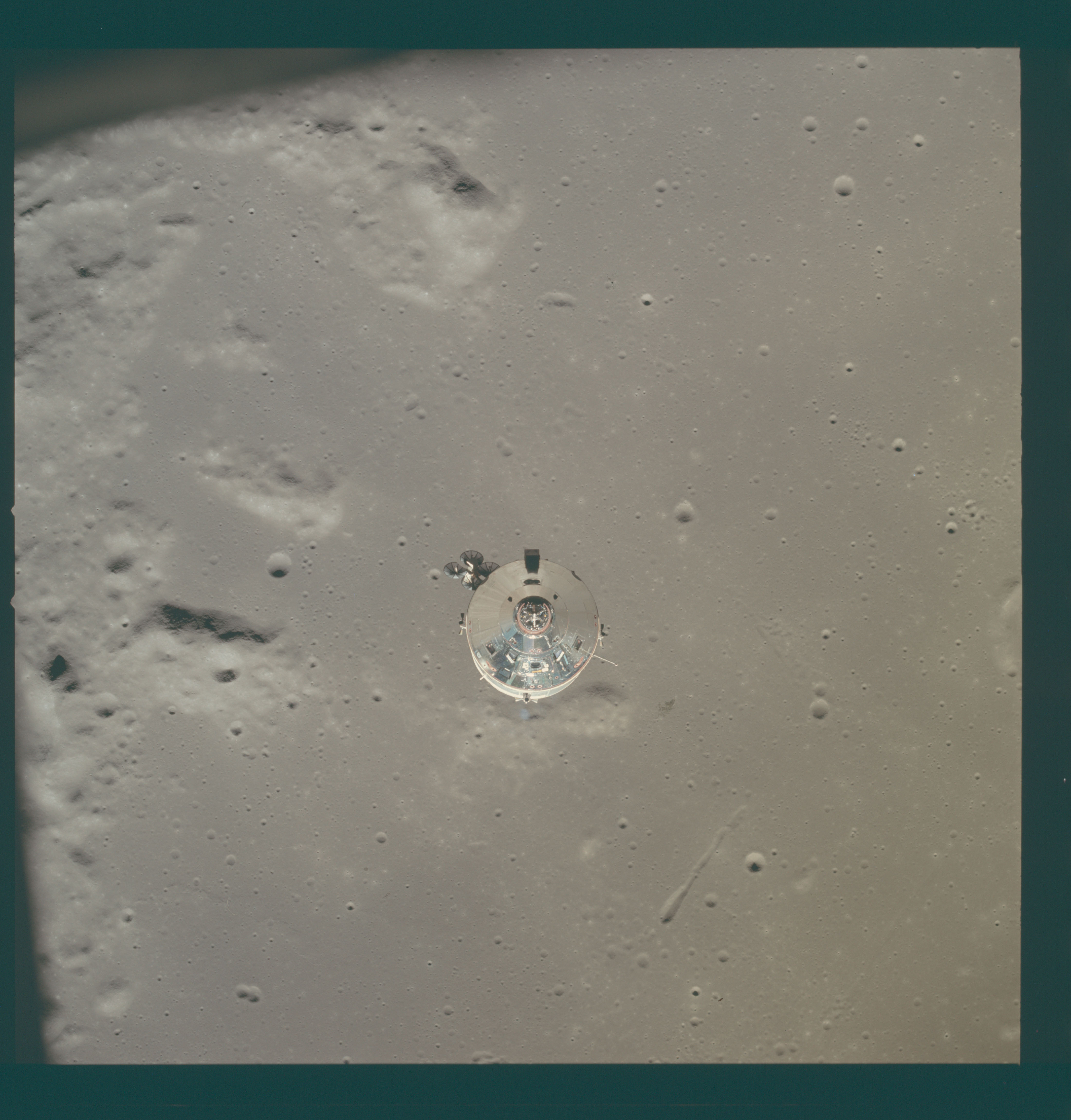
A Columbia Apollo CSM a Nyugalom tengere felett

Ezután Collinsnak kellett szemrevételeznie a holdkompot, majd amikor jelentette, hogy mindent rendben levőnek lát, kezdődhetett a fékezés, amely biztosította a leszállást. A fékezés – a repülési magasság csökkentése – a 14. keringésben történt meg, a Hold mögött. Az űrhajósok 15 000 méter magasságig ereszkedtek a holdfelszín fölé. Így bukkantak ki a Hold mögül, ekkor még könnyen vissza lehetett volna jutni a parancsnoki hajóhoz, ha valami baj van, ez egyfajta választóvonal volt a leszálláson belül, és külön engedély is kellett Houstontól a leszállás utolsó fázisának végrehajtására. Ám problémák támadtak a telemetriai adatok letöltésével, az adás szakadozottan érkezett, Gene Kranz repülésirányító nem tudta kiadni a leszállási engedélyt. Az irányítóteremben tartózkodó Pete Conradnak támadt az a mentőötlete, hogy Armstrongék döntsenek kicsit az űrhajó hossztengelyén, és így a rádióantennájuk nagyobb szögben nézhet a Földre, javítva a vételen. Az ötlet használt, a beérkező adatok alapján az irányítás kiadhatta a végső engedélyt a leereszkedésre. Armstrongék ekkor növelték a fékezőhajtómű teljesítményét, és egyre lejjebb ereszkedtek.
A következő fontos állomás a radar bekapcsolása volt (a felszín feletti magasságot radarral állapították meg és ennek az eszköznek az adatai jelentették a referenciát a fedélzeti számítógép számára). 12 000 méteren jártak, amikor a radar először érzékelte a holdfelszínt. Azonban rögtön hibát jelzett a komputer, a radarjelek túltöltötték a memóriát, az irányításnak pár másodperce volt eldönteni, hogy megszakítsák-e a küldetést. Egy komputermérnök jelezte, hogy a probléma nem komoly, a hiba ellenére biztonságosan folytatható a leszállás. Később, 3000 méter magasan megismétlődött ugyanez a probléma, de ugyanúgy veszélytelennek ítélte meg az irányítás, és továbbengedte a leszállást.
A leszállási görbe ballisztikus ívet rajzolt, először a felszínnel párhuzamosan, ablakokkal lefelé nézett az Eagle, majd egyre lassulva lassan függőleges helyzetbe állt, a legvégső ereszkedést pedig már tökéletesen függőlegesen kellett megtenni, hogy az űrhajósok elkerüljék a borulásveszélyt. Ezt a repülési pályát a számítógép vezérlésével lehetett végrehajtani, emberi kéz képtelen lett volna végig olyan precíz parancsokat adni és olyan optimális üzemanyag-felhasználást biztosítani, mint a számítógép. A leszállóhely tulajdonképpen nem egy pont, hanem egy, némi vezérlési hibával is számoló ellipszis volt, amelynek középpontja volt az optimális leszállópont. Armstrongéknak a rendszerek felügyelete volt a feladata, valamint a legutolsó fázisban a számítógépnek adott parancsokkal a leszállópont korrigálása. Végső esetre pedig a kézi vezérlés lehetősége – a számítógép kiiktatása – is megmaradt. 300 méter magasságra érve élesen kirajzolódott a leszállópont és környéke, ami Armstrongot kemény elhatározásra késztette: a leszállóponton hatalmas, autó nagyságú sziklák és nagy kráterek voltak, a biztos felborulással fenyegettek. A parancsnoknak nem maradt más választása, mint áttérni kézi vezérlésre. Aldrin a műszerfalon látható adatok hangos bemondásával segítette a parancsnokot, akinek nem volt ideje egyszerre a műszereket és a kinti tájat is figyelnie. A kézi vezérlés megnövekedett üzemanyag-felhasználással párosult, és ez ilyen alacsonyan már megnövekedett kockázatokat vetett fel, 50 méternél húzódott a határ, ami alatt már nem lehetett vészeljárással leválasztani a holdkomp leszállófokozatát és begyújtani a felszálló hajtóművet (egyszerűen nem lett volna idő a folyamatra), így ha ott fogy ki az üzemanyag, az űrhajó biztosan lezuhant volna. Armstrong éles manőverezésbe fogott – a szorult helyzetre jellemző, hogy még arra sem maradt ideje a parancsnoknak, hogy az irányításnak jelezze a kézi vezérlés tényét – és elkormányozta a hajót a sziklamezőtől egy simább terület felé. Közben figyelmeztető jelzés gyulladt a műszerfalon – és mivel a telemetrián át az irányítás is megkapta a jelzést, a kapcsolattartó is figyelmeztette: 60 másodperc repülésre elegendő üzemanyag maradt. Armstrong rendületlenül folytatta a kézi vezérléssel történő süllyedést, de még mindig magasan volt és még mindig volt oldalirányú sodródás is, amelyet meg kellett állítani. Amikor az üzemanyag már csak 30 másodpercre elegendő repülésre apadt, újabb figyelmeztetés gyulladt fel a műszerfalon. Ekkor jelentette kisvártatva Aldrin:
„Kontakt fény.”
A leszállótalp aljáról lelógó, nagyjából másfél méteres (67 hüvelyk hosszú) érzékelőpálcák egyike elérte a talajt, amit egy lámpa jelzett a kabinban. E jelzésre a parancsnoknak le kellett állítania a hajtóművet, ám Armstrong elmulasztotta ezt megtenni. Kisvártatva újabb rádióüzenet érkezett, ezúttal Neil Armstrongtól:
„Houston, itt a Nyugalom bázis. A Sas leszállt.”
A leszállás 1969. július 20-án 20:17-kor (UTC) történt meg. A tartályban végül 20 másodpercre elegendő hajtóanyag maradt.

## A Nyugalom bázis pontos helye
A leszállás pontos helyét sokáig nem ismerték (különösen nem a leszállás utáni órákban). A tervezés során a mérnökök egy több kilométer méretű ellipszist jelöltek ki, hogy azon belül kell leszállni, a hajszálpontos talajt érésre nem volt igény. Amikor aztán még a leszállási műveleteket megelőzően, a holdkomp és az anyaűrhajó szétválásakor egy nem várt hiba keletkezett (a tervezéskor nem számoltak azzal, hogy a két űrhajóegység közötti átjáró alagútban nyomás marad, amely aztán a szétválási manőver során többlet nyomást, többlet tolóerőt fejtett ki a leszálló űrhajóra, így az kissé a leszállási időrend elé került). A hiba miatt Arsmtrong jelentette is, hogy minden, a kiképzés során kijelölt tájékozódási pont felett kb. 2 másodperccel korábban repült át, mint az a műveleti tervben szerepelt.
A hiba ellenére ennek az eltérésnek a kiküszöbölésére nem tettek semmilyen intézkedést, így a holdi első kozmikus sebesség 1,66 km/s sebessége a felszínre érve több kilométeres eltérést jelentett az űrhajósok számára. Amikor a fékezés a valóságban is megtörtént, nem volt véletlen, hogy az eredetileg tervezett helyett egy hatalmas sziklák által megszórt terep várta Armstrongékat (igaz, ez nem az eltérés, hanem inkább a szegényes felbontású fotófelderítés hibája volt). Amikor Armstrongék leszálltak, senki nem tudta hol vannak valójában (legfeljebb azt, hogy valahol megközelítően arra, ahol lenniük kellett volna). A Columbia űrhajóban fenn keringő Michael Collins kapta a feladatot, hogy a szextánsa szerény nagyítást adó okulárján át keresse a társait minden, a leszállóhely feletti áthaladása alkalmával. Collins azonban nem járt sikerrel, nem sikerült megállapítani társai és az Eagle pontos leszállási helyét.
Később a pályaív szimulációiból készült analízisekkel próbálták a leszállási helyet pontosan megjelölni, amely számítások szerint Armstrong és Aldrin kb. 6 kilométerrel vétették el az előre kijelölt leszállási pontot. Csak a Lunar Reconnaissance Orbiter szonda 2012. március 7-én  készített fotóiból sikerült hajszálpontosan és közvetlen módon igazolni, hol szállt le a világ első űrhajója a Holdon. A pontos koordináták: é. sz. 0° 41′ 15″, k. h. 23° 26′ 00″0.687500°N 23.433333°E

## A Nyugalom bázis jelen státusa

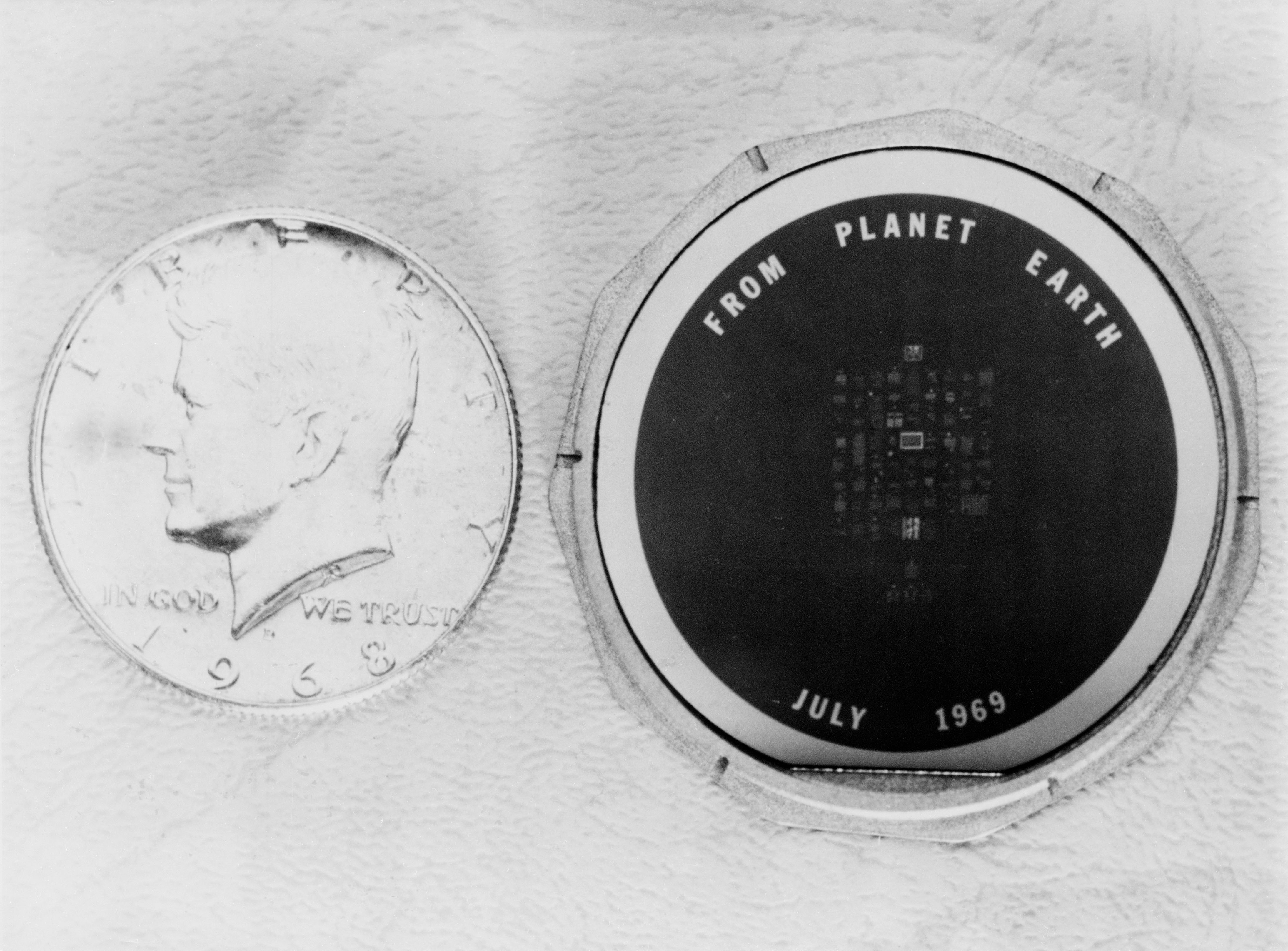
Holdon hagyott jóakarati üzenet szilikon disc-je, valamint egy ezüstdollár

Az űrhajósok az ott tartózkodásuk során közel 100 ember alkotta tárgyat hagytak a felszínen (illetve érdekesség, hogy megszámlálhatatlan lábnyomuk is hátramaradt, amelyek a Holdon nagyságrendekkel lassabban történő erózió miatt évezredekig fennmaradhatnak). Ezek legnagyobb darabja a holdkomp leszálló fokozata, amely a felszálláskor indítóasztalként szolgált a felszálló fokozat számára, illetve amely egyben ki is jelöli a leszállás pontos helyét. Számottevő daraboknak szolgálnak az űrhajósok által kihelyezett műszerek, mint a lézertükör (LRRR), vagy a napelemes szeizmométer (PSEP), vagy az amerikai zászló, amelyet Aldrin elmondása szerint a felszálló hajtómű gázsugara elfújt, mivel nagyon közel állították fel a holdkomphoz (és ezt az LRO fényképei is igazolták). Ezen kívül számos kisebb tárgyat tartanak számon, részben azokat, amelyeket szimbolikus tevékenység keretében helyeztek el (ilyen például az önálló tárgyként kezelt, egyébként a holdkomp lábára erősített plakett, vagy az a hanglemez, amely az Apollo–11 jóakarati üzenetét közvetíti a megtaláló számára), illetve részben azokat, amelyeket az űrhajósok a hazaindulás előtt, kvázi szemétként dobtak ki az űrhajójukból (mint például a hátizsákokat, vagy éppen Aldrin cipőjét).
Főként az Amerikai Egyesült Államok részéről komoly törekvések történtek arra, hogy az egyébként óriási történelmi is kulturális jelentőséggel bíró leszállóhely (kiegészülve a másik hat leszállási ponttal) védelmet kapjon, hogy ezek történelmi emlékhelyek legyenek a későbbi korok számára. Történtek próbálkozások erre először az egyes államok szintjén, így például Kalifornia és Új-Mexikó állam is belistázta a helyszíneket a saját örökségi listáira (ám például meglepetést keltett Amerikában, hogy Texas nem tett így, amely a houstoni irányítóközpontján keresztül komoly szálakkal kötődik az űrkutatáshoz, vagy éppen a Holdra szállásokhoz). Az U.S. National Park Service (USA Nemzeti Park Szolgálata) pedig foglalkozott azzal, hogy felvegye-e a helyszíneket a Nemzeti Történelmi Emlékhelyek listájára, ám elállt ettől, hogy nehogy megsértse az ENSZ Világűr Egyezményét, amelyben rögzítették, hogy egyetlen nemzet sem formálhat jogot más égitest felszínén való területekre vonatkozóan.
A 21. század azonban fordulatot hozott. Megkezdődtek a civil űralkalmazások iránti kezdeményezések, így az elsők között a Google Lunar X Prize díja, amely 30 millió dolláros díjat tűzött ki annak a magánszervezetnek, aki saját erőből űreszközt juttat a Holdra és ezt kiegészítette egy 1 millió dolláros bónusz díj, amelyet akkor ítélnek oda, ha az űreszköz az egyik történelmi Apollo leszállás helyszínén száll le. Az egyik a díjért induló csapat, az Astrobotic Technology be is jelentette, hogy ők megpróbálnak leszállni a Nyugalom bázison. Bár később ezt a bejelentést visszavonták, mindez mégis arra sarkallta a NASA-t, hogy hivatalosan is közzé tegye kérését, hogy bármely későbbi holdexpedíció szálljon le a Holdon, legyen az magán, vagy állami, emberek részvételével, vagy robotokkal kivitelezett, tartsanak be egy legalább 75 méteres távolságot az eredeti leszállási helytől.
2020-ban aztán az USA törvényhozása beiktatta az One Small Step to Protect Human Heritage in Space Act (Kis lépés az Emberi emlékhelyek megőrzésére az űrben törvény) jogszabályt, amely megvédi a Nyugalom bázist és a többi amerikai Apollo leszállási hely érintetlenségét bármely amerikai indítású űrtevékenység hatásaitól.

## Galéria

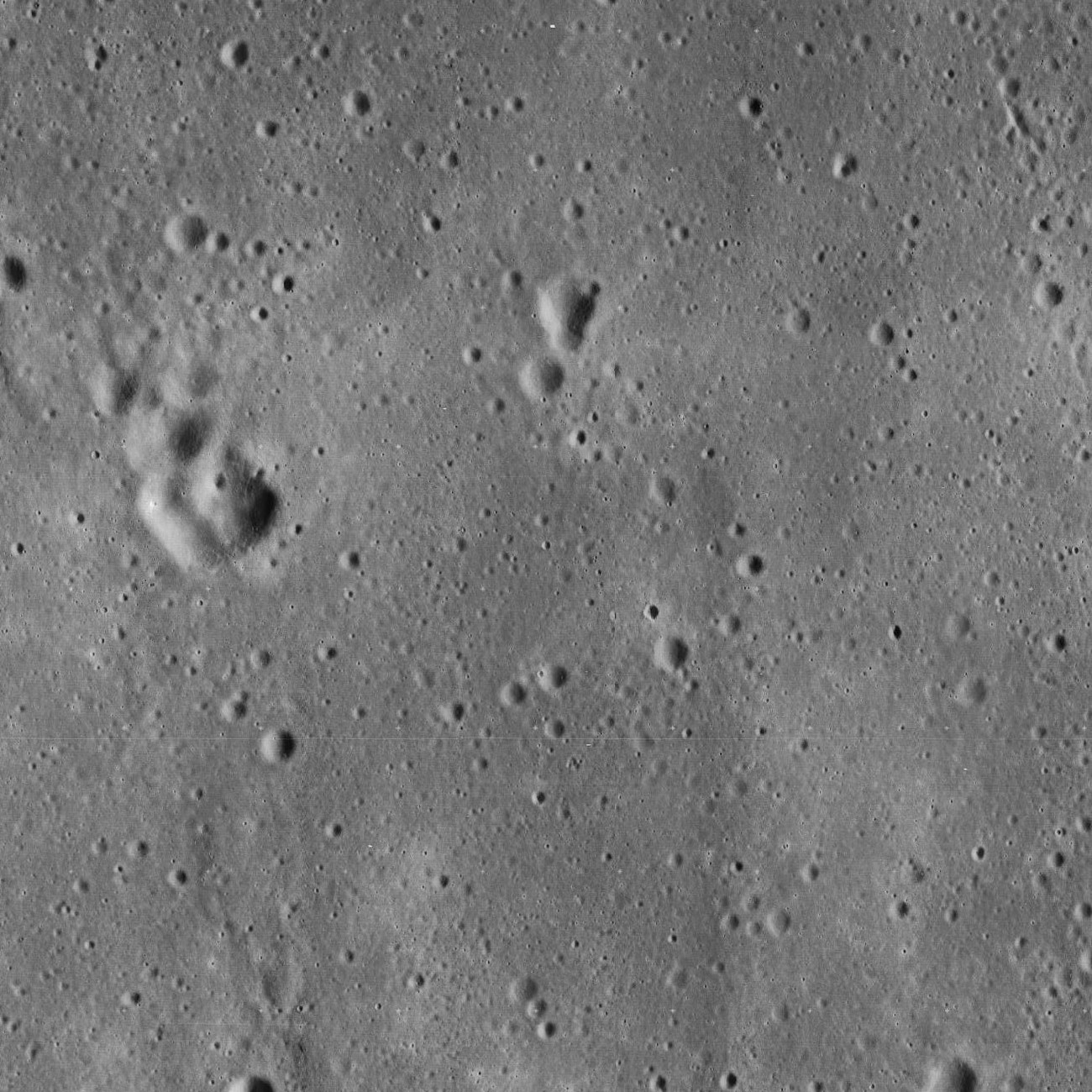
Lunar Orbiter–5 fotó 1967-ből, amely az ApolloÝ1 későbbi leszállóhelyének környezetét mutatja és amelyet a repülés tervezése során használtak. A kép közepén precízen pontosan a 190 méter átmérőjű West kráter látszik, amely mellett 550 méterre nyugatra száll le az Eagle holdkomp. A fénykép által lefedett terület kb. 25 km × 25 km méretű
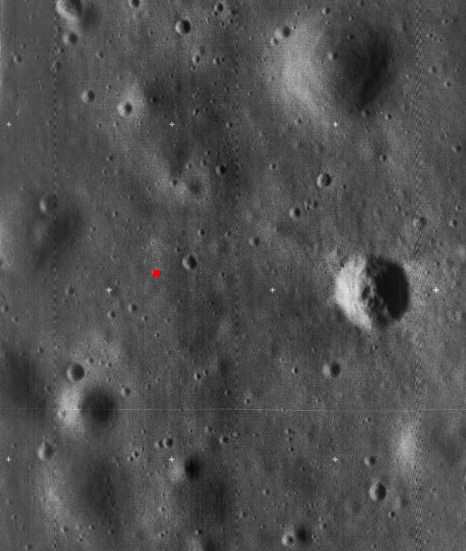
A szintén a Lunar Orbiter–5 által készített nagy felbontású fényképfelvétel az Apollo–11 leszállóhelyét mutatja (a kép közepén levő piros pont jelöli a tényleges leszállási pontot, illetve a jobb oldalon levő nagyobb kráter a West kráter a maga 190 méteres átmérőjével
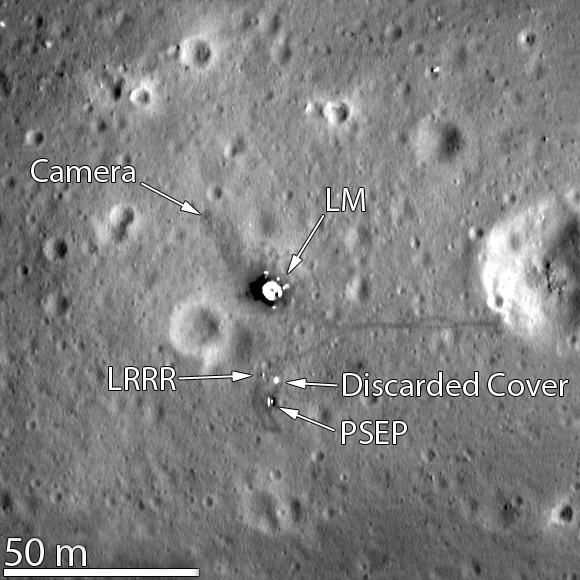
A Lunar Reconnaissance Orbiter fotója, amely 2012 március 7-én készült. A holdkomp leszálló fokozata a lézertükör és az EASEP műszerei könnyen kivehetőek. A képen jól látható a Little West és a Kettős kráter (a holdkomptól balra)
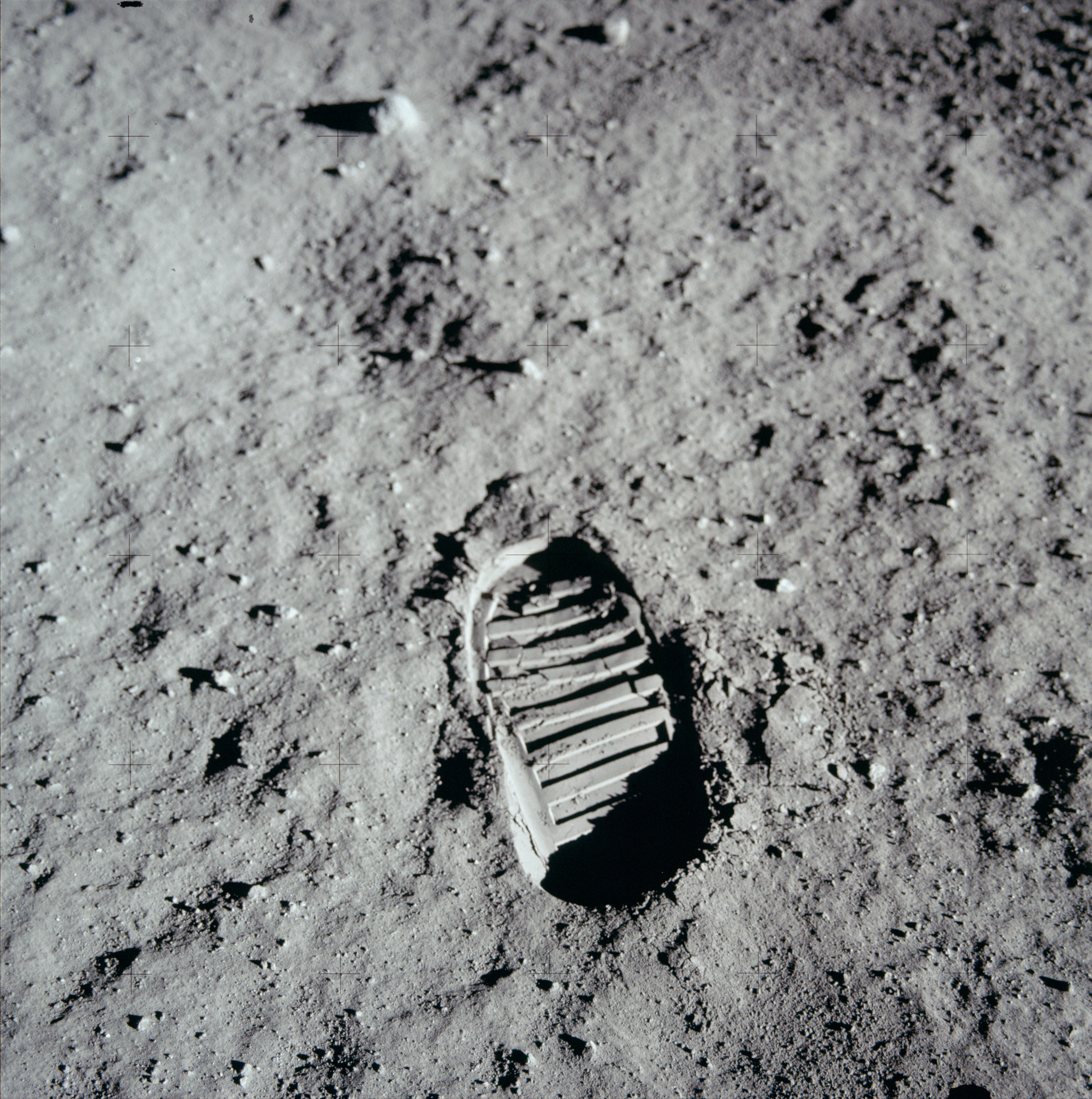
Buzz Aldrin lábnyoma, amely évezredekig ott lesz a leszállóhelyen (a fotót maga Aldrin készítette)
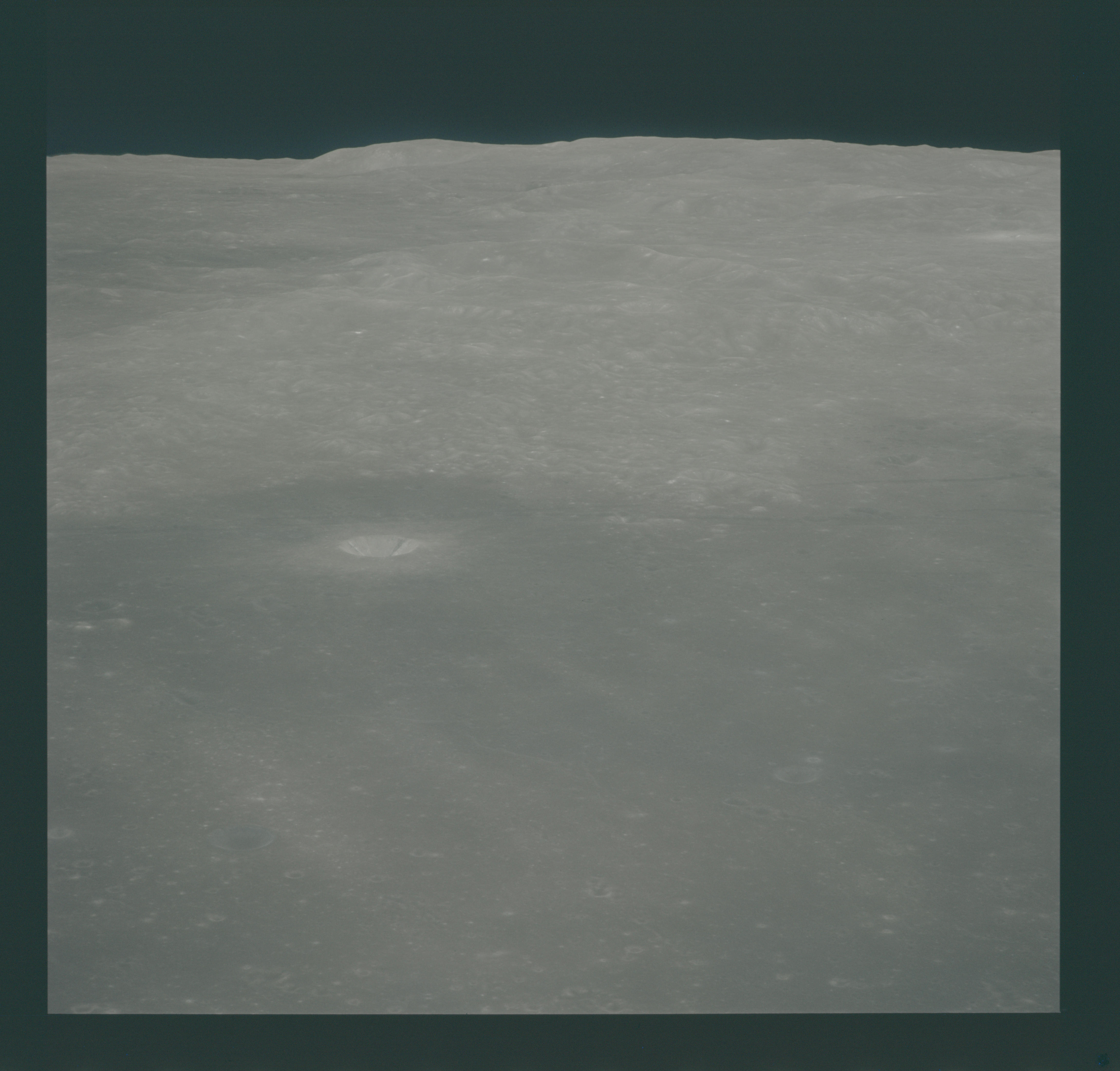
A Hold körüli pályáról készült fotó, amelyet az Apollo–15 repülésen készítettek és amely a leszállóhelyet mutatja. A képen a legnagyobb, fényes kráter a Moltke.